# (74420) 1999 AR22
(74420) 1999 AR22 – planetoida z pasa głównego asteroid okrążająca Słońce w ciągu 5,53 lat w średniej odległości 3,13 j.a. Odkryta 14 stycznia 1999 roku.